# Produktivnost tima
Produktivnost ali delovna uspešnost  je povprečna mera učinkovitosti produkcije. Lahko je izražena kot odnos med vložkom (»input«) in donosom (»output«) v produkcijskem procesu.
Tim, ekipa ali moštvo so izrazi, s katerimi opišemo skupino ljudi, ki dela za nekakšen skupni cilj. V ožjem smislu je predvsem mišljena kot izpolnjevanje kompleksnih nalog, ki so medsebojno odvisne. Timi so sestavljeni iz članov, s komplementarnimi veščinami, in obstajajo z namenom, da s skupnim delom maksimizirajo svoja močna področja in minimalizirajo svoje šibkosti kot posamezniki. Vsak tim se lahko razdeli še v manjše sekundarne time. Tim definira predvsem močan občutek skupne predanosti, ki poveča zmogljivost nad vsoto zmogljivosti posameznih članov tima.
Vse dejavnosti v organizaciji zahtevajo veliko interakcije in komunikacije med vpletenimi ljudmi, torej med člani tima. Dobro medsebojno delovanje je zato pogosto odvisno od tega, kako si je nek tim sposoben ustvariti predstavo o skupni nalogi in cilju. Da bi lahko timi uspešno delovali, mora organizacija, pod katero deluje tim, znati razpolagati z dejavniki, od katerih je odvisna produktivnost tima. Nekateri izmed teh dejavnikov so nagrajevanje, stili vodenja, usposabljanje, postavljanje ciljev, plača, motivacija,…

## Produktivnost tima

### Sistem nagrajevanja
Obstaja veliko možnih razlogov, zakaj bi posegli po sistemu nagrajevanja tima namesto nagrajevanja posameznikov. Najpomembnejši razlog za to je na time naravnan management, zaradi česar je postalo čedalje težje ločiti med prispevki posameznikov, saj je med zadolžitvami posameznikov velika soodvisnost zaradi same definicije organizacije dela v timu.  Z nagrajevanjem tima in ne posameznikov, ki ga sestavljajo, želijo nadrejeni doseči višjo mero pripadnosti skupnemu cilju in zmanjšati tekmovalnost med posamezniki, hkrati pa okrepiti notranjo dinamiko, kjer bolj kompetentni členi dodatno motivirajo morebitne šibkejše člene tima. 
Eden izmed pomembnih elementov, ki jih je potrebno upoštevati pri nagrajevanju tudi velikost nagrade, saj le-ta dokazano korelira z motivacijo in zadovoljstvom. Če je obljubljena nagrada precejšnja, potem je v interesu celotne ekipe, da se zelo potrudijo in s čim boljšim sodelovanjem dosežejo nagrado. Nekateri avtorji (npr. Lawler) menijo, da je potrebno pri nagrajevanju zmeraj dobro premisliti o učinku, ki ga bo nagrada (njena velikost in pogostost) imela na motivacijo zaposlenih.
De Matteo, Eby in Sundstorm so predstavili dva tipa norm za nagrajevanje - norme pravičnosti (»equity«) in norme enakopavnosti (»equality«).
Norme pravičnosti predvidevajo razdelitev nagrade tima po deležih, ki so jih prispevali posamičnimi člani tima, norme enakopravnosti pa predvidevajo deljenje nagrade enakovredno med vse člane tima, ne glede na prispevek. Različni avtorji imajo glede tega različna mnenja, Hitchcock in Willard menita, da bi se morala nagrada deliti enako med vse člane, da se delovanje tima ne sprevrže v tekmovanje za nagrado, kar bi lahko privedlo do negativnih čustev v timu. Nekatere organizacije še vedno vztrajajo pri nagrajevanju posameznikov znotraj tima, saj ne vidijo smisla po spreminjanju sistema. Nekatere raziskave so pokazale, da sicer uspešnim delavcem, ki so jim zaradi nizke uspešnosti znižali dohodke, zniža učinkovitost, medtem ko pa že v osnovi manj uspešni delavci še naprej delujejo pod povprečjem.
Učinkovite so tudi nedenarne nagrade kot so trofeje, izleti, majhna darilca, ki delujejo kot spodbude za člane tima, a najpomembneje je, da so te nagrade iskrene.

### Postavljanje ciljev
Eden izmed pomembnih vidikov produktivnosti tima je opredeljevanje skupnih ciljev, saj le ti usmerjajo in določajo delovanje tima. Cilji v timu se lahko vežejo na različne vidike dela npr. količina, hitrost, natančnost in podobno. Ugotovitve avtorjev na področju postavljanja ciljev v timu niso enotne, različni avtorji so v raziskavah prišli do različnih zaključkov, kar se tiče skupinskih ciljev v timu. Nekateri menijo, da so pomembnejši individualni cilji, nekateri pa menijo, da je bolj pomembno, da ima tim skupni cilj, ki jih usmerja pri delovanju. Individualni cilji v timu lahko vodijo do podaljšanja procesa doseganja končnega skupnega cilja, ali do napačne razporeditve prioritet. Po drugi strani pa lahko bolj ohlapna opredelitev ciljev v timu in postavitev le dolgoročnega skupnega cilja, ki opredeljuje tim, privede do tega, da se porazgubi odgovornost in rdeča nit projekta. Glede na neenotne ugotovitve raziskav, ki se ne nagibajo ne na eno in ne na drugo stran, lahko sklepamo, da je najboljša rešitev pri postavljanju ciljev kombinacija individualnih ciljev in končnega skupnega cilja, jasna opredelitev individualnih nalog in kratkoročnih individualnih ciljev, ter pripadnost in predanost vseh članov tima končnemu skupnemu cilju z jasno opredelitvijo njihove vloge pri doseganju le – tega.

### Motivacija
Shamir je proučeval oblike motivacije pri delovanju tima. Opredelil je, da kolektivno delo sestavljajo tri različne oblike motivacije. Prva se imenuje kalkulacija, ki deluje na principu nagrajevanja ali sankcioniranja kot posledici delovanja skupine. Naslednja oblika je identifikacija, kjer na posameznikovo dojemanje samega sebe vpliva pripadnost timu. Tretja oblika pa je internacionalizacija, pri kateri gre za sprejetje prepričanj in norm tima kot svojih pri lastni motivaciji. Od tega katera oblika motivacije je značilna za posameznika in člane ekipe, je odvisno kako visoko bo motiviran tim kot celota.
Motivacija v timu je sestavljena iz dveh komponent, skupne motivacije ekipe in pa motiviranosti posameznih članov tima. Skupna motivacija je pogojena tudi s pripadnostjo ekipi, motiviranost posameznih članov pa je pogojena z individualnimi cilji. Obe komponenti sta ključnega pomena za visoko motiviran tim, glede na družbo, v kateri se nahaja določena organizacija, pa je odvisno, katera bo bolj izpostavljena. Raziskave so pokazale, da v družbah, ki so bolj kolektivistično naravnane prevladuje skupna motiviranost ekipe in pripadnost le tej, v družbah, kjer pa prevladujejo individualistične vrednote, pa prevladuje individualna motiviranost posameznika za izpolnitev lastnih nalog znotraj zastavljenega cilja tima.

## Produktivnost tima in pozitivno vodenje
Odvrste vodenja je v veliki meri odvisno, kolikšna bo produktivnost tima in kako se bo tim odzival. V osemdesetih letih prejšnjega stoletja sta se uveljavila dva najvidnejša stila vodenja, transakcijski in transformacijski.
Pri transakcijskem stilu vodenja gre za to, da se odnos med vodjo tima in člani tima osredotočajo na doseganje delovnih nalog, Gilbert ta stil vodenja opisuje kot »zasačenje delavca pri dobro opravljenem delu«, kar pomeni, da se ta stil osredotoča na dobro ali slabo opravljene delovne naloge, delovni odnos vodje in tima je usmerjen na nagrajevanje uspešno dela in sankcioniranje manj uspešno opravljenega dela.
Drugi stil vodenja, ki ga omenja pa je transformacijski stil vodenja. Ta stil vodenja se osredotoča na »človeško plat« delovnega odnosa, za uspešno vodenje tima in doseganje visoke produktivnosti. Pri transformacijskem stilu vodenja ni dovolj, da vodja zgolj postavi cilje in razporedi odgovornost za njihovo doseganje med člane tima, značilnosti transformacijskega vodje so namreč, da motivira svoje podrejene, da so bolj produktivni in dosežejo več kot so sami verjeli, da zmorejo, navdihuje boljšo zmogljivost, združuje tim na poti proti skupnemu cilju. Takšen vodja ima visoka pričakovanja do svojega tima, daje jim občutek odgovornosti, nudi jasna navodila, je njihov učitelj, usmerjen je k razvoju članov svojega tima, je dober poslušalec, pravičen in objektiven, spoštuje svoj tim in verjame vanj ter njegove člane.
Različni raziskovalci so v svojih raziskavah ugotavljali povezanost stila vodenja s produktivnostjo timov. Njihove ugotovitve so pokazale povezanost med transformacijskim stilom vodenja v visoko produktivnih timi in delovnih skupinah, s transakcijskim stilom vodenja pa so se povezovala manj produktivna delovna okolja.
Ključnega pomena za visoko produktiven tim je, da se med vodjo in timom ustvari pozitivna psihološka vez, na kateri bo temeljil produktiven delovni odnos. Šele nato se lahko na podlagi vzpostavljene vzajemne pripadnosti, vzpostavijo visoka delovna pričakovanja vodje do tima. Produktivnost in odločnost tima se razvije iz odnosa med vodjo in timom, zato je le-ta ključnega pomena.

## Učinek »team building-a«na produktivnost tima
Obstajajo bolj ozko in bolj široko opredeljene definicije »team building-a«, poleg tega se različni avtorji osredotočajo na različne vidike in cilje »team building-a«. Tukaj je nekaj opredelitev, ki so jih ponudili različni avtorji. 
- Dyer[3] meni, da je »team building« intervencija, ki timu omogoči, da se spoprimejo s problemom, ki terja rešitev.
- Huse[3]  team building opredeljuje kot proces pomoči delovni skupini ali timu, da bi postala bolj efektivna pri izpolnjevanju delovnih nalog in zadovoljevanju potreb tima in njegovih članov.
- Kot proces razvoja skupine, pri katerem člani tima ugotovijo kako se skupaj spoprijemati s problemi in delovanjem kot celota z namenom izboljšanja efektivnosti, pa je »team building« opredelil Beer[3].
- De Muese in Liebowitz[3] sta »team building« definirala kot intervencijo z velikim potencialom izboljšanja odnos članov tima, njihovo percepcijo in vedenje ter povečanjem njihove produktivnosti.
- Buller in Bell[4] sta v svojem članku »team building« opisala kot eno izmed najpopularnejših intervencijskih tehnik v razvoju organizacije, katerega primarni cilj je povečanje efektivnosti in produktivnost delovnega tima.

Vsem opredelitvam je skupno, da govorijo o aktivnosti, ki delovni tim pripelje do razvoja v smeri celovitejšega delovanja in efektivnejšega ter produktivnejšega reševanja problemov in izboljšanja odnosov v ekipi. Vendar še danes »team building« ni natančno opredeljen koncept, pač pa se v vsaki organizaciji prilagaja specifičnim situacijam in potrebam specifičnih timov, za krepljenje njihovih šibkih točk.
Beer  je opredelil štiri modele »team buildinga« glede na različne vidike skupinske dinamike: 
- model postavljanja ciljev,
- model interpersonalnih odnosov,
- model vzpostavitve vlog in,
- model vodstvene mreže.

Model postavljanja ciljev v ospredje postavlja izgradnjo tima, ki je osredotočen na postavljanje in doseganje ciljev, model interpersonalnih odnosov gradi tim z okrepljenimi medosebnimi odnosi med člani tima z namenom ustvarjanja pozitivne klime ter krepitvijo zaupanja in medsebojne podpore med sodelavci. Model vzpostavitve vlog ima poudarek na opredelitvi individualnih vlog, pričakovanj in zadolžitev vsakega člana tima, model vodstvene mreže pa temelji na razdelitvi tima na delovne enote z visoko skrbnostjo za produktivnost in ljudi.
Dyer je opredelil bolj splošen model »team building-a«, ki bazira na reševanju problemov, kjer člani tima identificirajo večje probleme, generirajo relevantne informacije, se udejstvujejo v reševanju problemov in aktivnem planiranju, implementirajo in evalvirajo svoje načrte.
Predpostavka vseh modelov »team building-a« je, da bo ta intervencija prispevala k razvoju tima v smeri večje efektivnosti in produktivnosti pri reševanju problemov. Veliko različnih avtorjev se je ukvarjalo s preučevanjem efektivnosti »team building-a«, zanimalo jih je, ali bo tim dejansko bolj produktivno deloval po »team building-u«. Rezultati raziskav so se razlikovali, nekateri so ugotovili višjo, nekateri nekoliko nižjo povezanost med »team building-om« in povišanjem produktivnosti tima, vse raziskave pa so enotne, da se team building pozitivno povezuje z zvišanjem produktivnosti tima.
Kljub enotnosti o pozitivnem učinku »team building-a«, pa avtorji niso znali opredeliti, točno katera je tista aktivnost pri »team building-u«, ki zvišuje efektivnost in produktivnost tima. Nicholas  meni, da izboljšanje delovanja tima povzroči modifikacija odnosov, vrednost, tehnik reševanja problemov in medosebne ter skupinske dinamike.